# Lepanthes amplectens
Lepanthes amplectens là một loài thực vật có hoa trong họ Lan. Loài này được Luer & Hermans mô tả khoa học đầu tiên năm 1995.